# U-NEXT
U-NEXT（日语：ユーネクスト）是日本的一個OTT服務，開始於2007年6月，最初名為GyaO NEXT，在2009年12月更名為U-NEXT。其提供的影像作品數量號稱在日本的OTT服務中名列第一。2022年，U-NEXT和NBC環球強化夥伴契約。NBC環球旗下的作品在日本的播出通過U-NEXT上映。
2023年3月31日，U-NEXT將和「Paravi」合併，存續公司则是U-NEXT，但Paravi的服务仍将繼續。2023年11月時，U-NEXT的收費會員人數約有430萬人。